# Javier Fernández Cabrera
Javier Fernández Cabrera Martín Peñato (* 4. Oktober 1984 in Madrid) ist ein spanischer Fußballtrainer.
Derzeit leitet er die Bangladeschische Fußballnationalmannschaft. Cabrera ist ein UEFA-Pro-Lizenztrainer mit umfassender Erfahrung in Profi- und Breitenfußballprojekten. Cabrera hat auch einen Ruf als Fußballanalyst. Cabrera hat Erfahrung als Experte für Opta Sports und er hat auch einen Bachelor-Abschluss in Fußball sowie Werbung und Marketing.

## Trainerkarriere
Cabrera arbeitete von 2013 bis 2015 als technischer Direktor und Co-Trainer für den indischen Klub Sporting Clube de Goa. 2016 wurde er zum Trainer des spanischen Vereins Rayo Majadahonda ernannt und trainierte das Team ein Jahr lang, bevor er den Verein 2017 verließ. Darüber hinaus war er 2018 für 4 Monate Cheftrainer der FC Barcelona Academy in Nord-Virginia. 
Ab 2018 fungierte Cabrera als Trainer der Elite Academy des La Liga-Klubs Deportivo Alavés, bevor er am 8. Januar 2022 zum Cheftrainer der bangladeschischen Fußballnationalmannschaft ernannt wurde.

### Bangladeschische Fußballnationalmannschaft
Am 19. Januar 2022 beendete Cabrera seine Vertragsunterzeichnung und wurde offiziell zum Cheftrainer der bangladeschischen Fußballnationalmannschaft ernannt. Nach der Vertragsunterzeichnung bestand Cabreras erste Aufgabe darin, die Trainingseinheiten aller Teams der Bangladesh Premier League zu beobachten, um nach neuen Talenten zu suchen.